# Charlotte Schmid (Designerin)

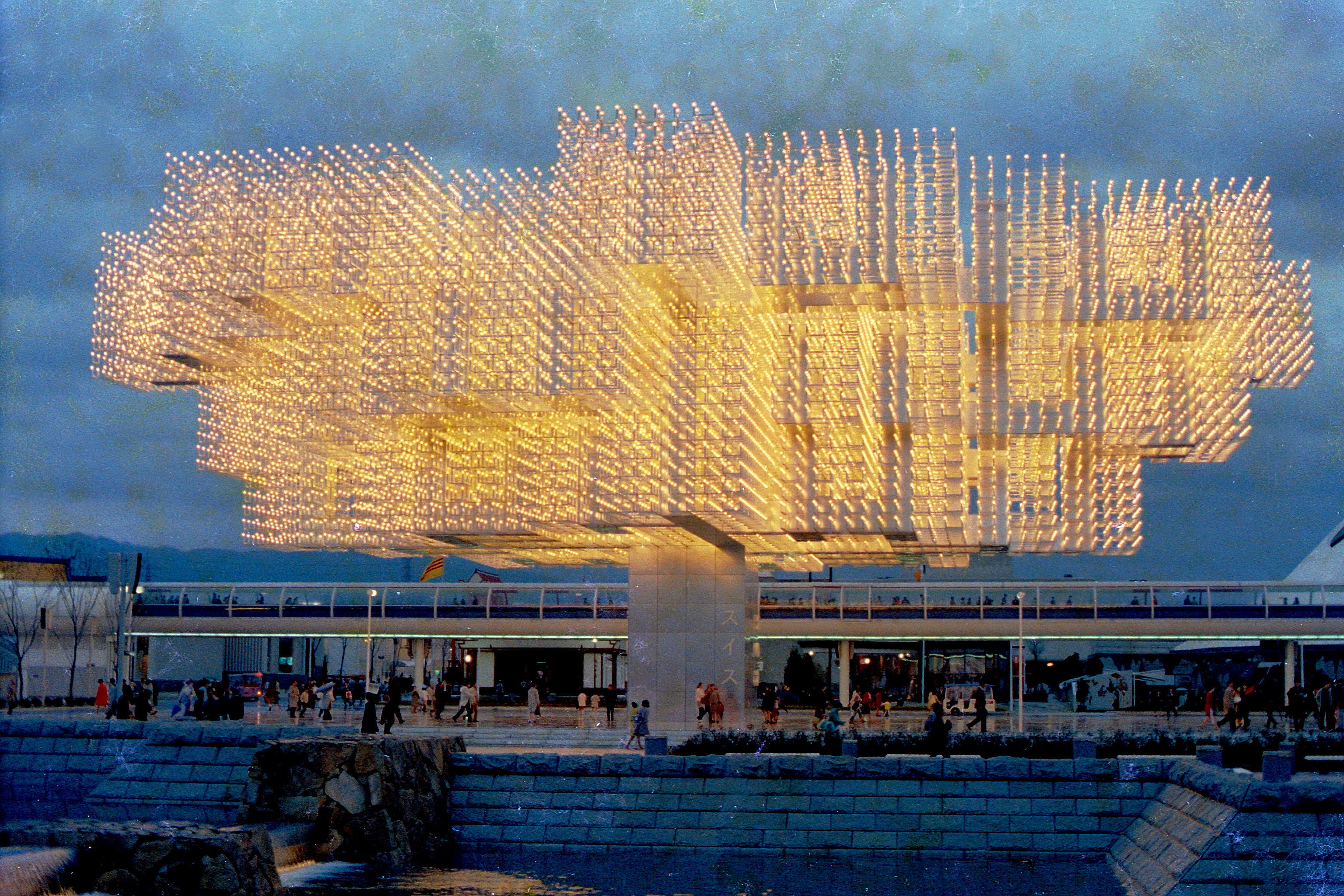
Schweizer Pavillon an der Expo '70

Helena Charlotte Schmid (* 17. Januar 1932 in Gossau ZH; † 26. September 2018 in Zürich) war eine Schweizer Designerin und Grafikdesignerin.

## Leben und Werk
Charlotte Schmid studierte an der Kunstgewerbeschule in Zürich und machte 1952 ihren Abschluss. Mit Paul Leber gründete sie 1954 ein Atelier in Zürich mit den Arbeitsschwerpunkten Farb- und Raumgestaltung, Grafik und Innenarchitektur. Zusammen mit ihrem Mann Willi Walter (1927–2020) und Paul Leber gestaltete sie den Schweizer Pavillon auf der Expo 1970 in Osaka, die erste Weihnachtsbeleuchtung der Zürcher Bahnhofstrasse (die von 1971 bis 2004 im Einsatz war) und die Wandfriese im Bahnhof Zürich Flughafen.

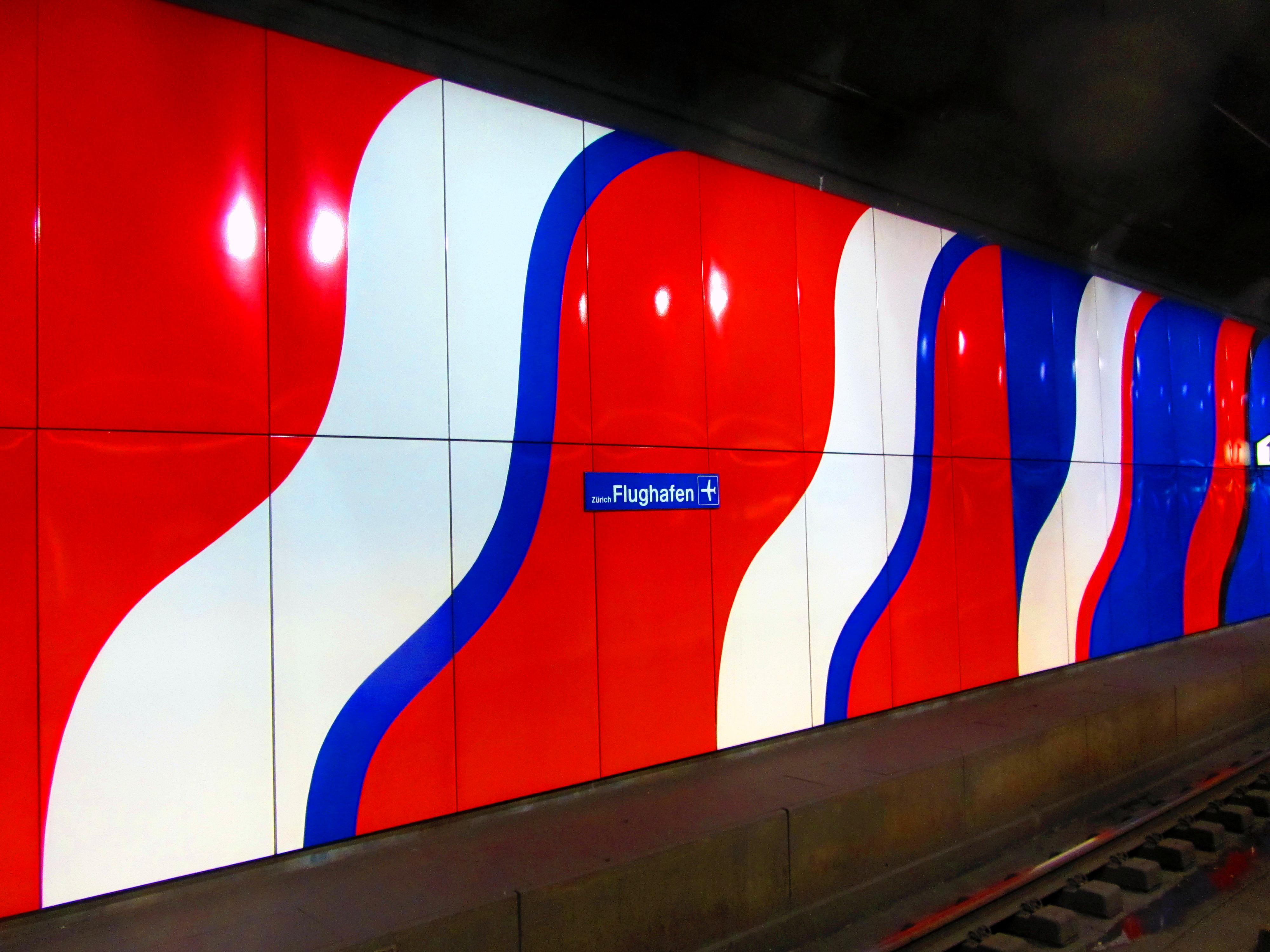
Bahnhof Zürich Flughafen